# The Chronic
The Chronic ist das Solo-Debütalbum des US-amerikanischen Rappers Dr. Dre. Es wurde am 15. Dezember 1992 über sein eigenes Label Death Row Records veröffentlicht. Es gilt heute als Klassiker, und der Rolling Stone führte The Chronic im Jahr 2012 auf Platz 138 seiner Liste der 500 besten Alben aller Zeiten.

## Bedeutung
Das Album entstand kurz nach der Trennung von seiner Rapgruppe N.W.A und etablierte Dr. Dre als einen der berühmtesten Rapper und Musikproduzenten in den USA. Mehrere Lieder sind als „Rache“ an seinem ehemaligen Bandkollegen Eazy-E zu sehen.
The Chronic begründete eine Musik, die als G-Funk bekannt wurde. Langsame Beats, die stark vom typischen, basslastigen Groove des P-Funk beeinflusst waren, zogen sich durch das Album. In der Produktion wurden neben P-Funk auch viele Samples aus Soul-Platten verwendet, während bis dato eher harte, perkussive Funk-Originale eingesetzt wurden. Auch der Einsatz von Synthesizern wie dem Moog für Bassläufe und Melodien war damals ungewöhnlich. Dieser Musikstil sollte schon bald für Jahre der vorherrschende Stil des Westcoast-Hip-Hop werden. Mit dem Album begann auch die Karriere von Snoop Dogg, der an mehreren Liedern mitarbeitete.

## Produktion
Die Beats für den Tonträger wurden komplett von Dr. Dre in Zusammenarbeit mit Suge Knight als ausführendem Produzent produziert. Dabei wurden Samples von verschiedenen Songs anderer Künstler verwendet.

## Covergestaltung
| Professionelle Bewertungen | Professionelle Bewertungen |
| -------------------------- | -------------------------- |
| Kritiken                   |                            |
| Quelle                     | Bewertung                  |
| Rolling Stone              | [ 3 ]                      |
| allmusic                   | [ 4 ]                      |
| RapReviews.com             | [ 5 ]                      |

Das Albumcover ist an das Logo der Zig Zag Zigarettenpapiere angelehnt. Es zeigt ein Bild von Dr. Dres Kopf in rundem goldenen Rahmen. Unter dem Foto steht in blauer Schrift der Titel The Chronic und darüber in goldenen Buchstaben Dr. Dre. Der Hintergrund ist weiß gehalten.

## Gastbeiträge
Auf dem Album sind viele andere Künstler, deren Karrieren zum Teil mit der Veröffentlichung von The Chronic begannen, vertreten. Zu den erscheinenden Musikern gehören Snoop Dogg, Dat Nigga Daz, Kurupt, Nate Dogg, Warren G, RBX, The Lady of Rage, The D.O.C., Jewell, Ruben, Samara, BJ, Emmage und Bushwick Bill. A Nigga Witta Gun ist der einzige Solosong des Albums, während Dr. Dre bei Lyrical Gangbang, Stranded on Death Row und The Roach selbst nicht zu hören ist.

## Titelliste
| #  | Titel                                          | Gastbeiträge                                                   | Produzent | Länge |
| -- | ---------------------------------------------- | -------------------------------------------------------------- | --------- | ----- |
| 1  | The Chronic (Intro)                            | Snoop Dogg                                                     | Dr. Dre   | 1:57  |
| 2  | Fuck wit Dre Day (And Everybody’s Celebratin’) | Snoop Dogg, RBX und Jewell                                     | Dr. Dre   | 4:52  |
| 3  | Let Me Ride                                    | Snoop Dogg, Ruben und Jewell                                   | Dr. Dre   | 4:21  |
| 4  | The Day the Niggaz Took Over                   | RBX, Snoop Dogg und Dat Nigga Daz                              | Dr. Dre   | 4:33  |
| 5  | Nuthin’ but a ‘G’ Thang                        | Snoop Dogg                                                     | Dr. Dre   | 3:58  |
| 6  | Deeez Nuuuts                                   | Warren G, Snoop Dogg, Dat Nigga Daz und Nate Dogg              | Dr. Dre   | 5:06  |
| 7  | Lil’ Ghetto Boy                                | Snoop Dogg, Nate Dogg und Dat Nigga Daz                        | Dr. Dre   | 5:27  |
| 8  | A Nigga Witta Gun                              |                                                                | Dr. Dre   | 3:28  |
| 9  | Rat-Tat-Tat-Tat                                | RBX, Snoop Dogg und BJ                                         | Dr. Dre   | 3:48  |
| 10 | The $20 Sack Pyramid (Skit)                    | Snoop Dogg, Samara, Big Tittie Nickie und The D.O.C.           | Dr. Dre   | 2:53  |
| 11 | Lyrical Gangbang                               | The Lady of Rage, RBX und Dat Nigga Daz                        | Dr. Dre   | 4:04  |
| 12 | High Powered                                   | The Lady of Rage, Kurupt und RBX                               | Dr. Dre   | 2:44  |
| 13 | The Doctor’s Office (Skit)                     | Jewell und The Lady of Rage                                    | Dr. Dre   | 1:04  |
| 14 | Stranded on Death Row                          | Bushwick Bill, Kurupt, RBX, The Lady of Rage und Snoop Dogg    | Dr. Dre   | 4:47  |
| 15 | The Roach (The Chronic Outro)                  | RBX, Emmage, Ruben, Dat Nigga Daz, The Lady of Rage und Jewell | Dr. Dre   | 4:36  |
| 16 | Bitches Ain’t Shit                             | Snoop Dogg, Dat Nigga Daz, Kurupt und Jewell                   | Dr. Dre   | 4:48  |

## Preise
Der Song Let Me Ride gewann bei den Grammy Awards 1994 den Preis für die beste Solodarbietung in der Kategorie Rap.

## Kommerzieller Erfolg

### Chartplatzierungen und Singles
The Chronic stieg in der 25. Kalenderwoche des Jahres 1993 auf Platz 98 in die deutschen Albumcharts ein und belegte in der folgenden Woche Position 100, bevor es die vorläufige Höchstplatzierung mit Rang 74 erreichte. Im April 2023 stieg das Album auf Platz 35 erneut in die Charts ein. Insgesamt war es zehn Wochen in den Top 100 vertreten. In den USA stieg der Tonträger bis auf Platz 3 der Charts und hielt sich 97 Wochen in den Top 200.
Als Singles wurden Nuthin’ but a ‘G’ Thang, Fuck wit Dre Day (And Everybody’s Celebratin’) und Let Me Ride ausgekoppelt. Alle drei Lieder konnten sich nicht in den deutschen Charts platzieren. Nuthin’ but a ‘G’ Thang wurde für über eine Million verkaufte Singles mit einer Platin-Schallplatte ausgezeichnet, während Fuck wit Dre Day für mehr als 500.000 verkaufte Einheiten in den USA Gold erhielt.

### Auszeichnungen für Musikverkäufe
The Chronic verkaufte sich weltweit rund 7,5 Millionen Mal. Davon wurden allein in den USA über drei Millionen Exemplare abgesetzt, weshalb es dort mit 3-fach-Platin ausgezeichnet wurde.
| Land/Region                  | Auszeichnungen für Musikverkäufe (Land/Region, Auszeichnung, Verkäufe) | Verkäufe  |
| ---------------------------- | ---------------------------------------------------------------------- | --------- |
| Kanada (MC)                  | Platin                                                                 | 100.000   |
| Niederlande (NVPI)           | Gold                                                                   | 40.000    |
| Vereinigte Staaten (RIAA)    | 3× Platin                                                              | 3.000.000 |
| Vereinigtes Königreich (BPI) | Platin                                                                 | 300.000   |
| Insgesamt                    | 1× Gold · 5× Platin ·                                                  | 3.440.000 |

Hauptartikel: Dr. Dre/Auszeichnungen für Musikverkäufe